# Micrococcus dumonti
Micrococcus dumonti är en insektsart som beskrevs av Alfred Serge Balachowsky 1936. Micrococcus dumonti ingår i släktet Micrococcus och familjen Micrococcidae.
Artens utbredningsområde är Tunisien. Inga underarter finns listade i Catalogue of Life.